# 碧湖街道
碧湖街道是中华人民共和国福建省漳州市龙文区下辖的一个街道办事处。

## 行政区划
碧湖街道下辖以下村级行政区划单位：
下洲社区、土白社区、后坂社区、荣昌社区、融升社区、万达社区、融信社区、明发社区、仁和社区、建发社区、碧湖社区、恒大社区、锦元社区。